# サン・マルツァーノ・オリヴェート
サン・マルツァーノ・オリヴェート（伊: San Marzano Oliveto）は、イタリア共和国ピエモンテ州アスティ県にある、人口約1,000人の基礎自治体（コムーネ）。

## 地理

### 位置・広がり

#### 隣接コムーネ
隣接するコムーネは以下の通り。
- カラマンドラーナ
- カネッリ
- カステルヌオーヴォ・カルチェーア
- モアスカ
- ニッツァ・モンフェッラート

#### 地震分類
イタリアの地震リスク階級 (it) では、4 に分類される
。

## 行政

### 分離集落
サン・マルツァーノ・オリヴェートには、以下の分離集落（フラツィオーネ）がある。
- Corte, Leiso, Mariano, Saline, Italiana